# ヤマハ音楽振興会
一般財団法人ヤマハ音楽振興会（ヤマハおんがくしんこうかい、英: YAMAHA MUSIC FOUNDATION）は、大手楽器メーカーのヤマハが1966年に設立した財団法人。「ヤマハ音楽教室」の運営等の音楽振興事業を行っている。
本部の所在地は東京都目黒区下目黒三丁目24番22号（通称：目黒大鳥神社の隣）。

## 概要
音楽の教育と普及を主目的に設立。「ヤマハ音楽教育システム」「ヤマハグレード」を企画し、日本各地の「ヤマハ音楽教室」（ヤマハおんがくきょうしつ）を通じてピアノ・エレクトーンを中心とした楽器演奏者の拡大に努めている。
かつては「ヤマハポピュラーソングコンテスト（ポプコン）」「合歓ポピュラーフェスティバル」「TEENS' MUSIC FESTIVAL」「Yamaha Music Quest」などのコンテストやオーディションを主催し、メジャーデビューしたアーティストのマネージメントと付随する音楽出版業務も担っていたが、2008年にヤマハ子会社のヤマハミュージックパブリッシングとヤマハミュージックアーティストに委譲した。但し、音楽出版者としては2017年現在15,928作品を今も管理している。
関連施設として、「つま恋ミュージックガーデン」（静岡県掛川市）、「合歓の郷ミュージックキャンプ」（三重県志摩市）があった。

## ヤマハ音楽教室

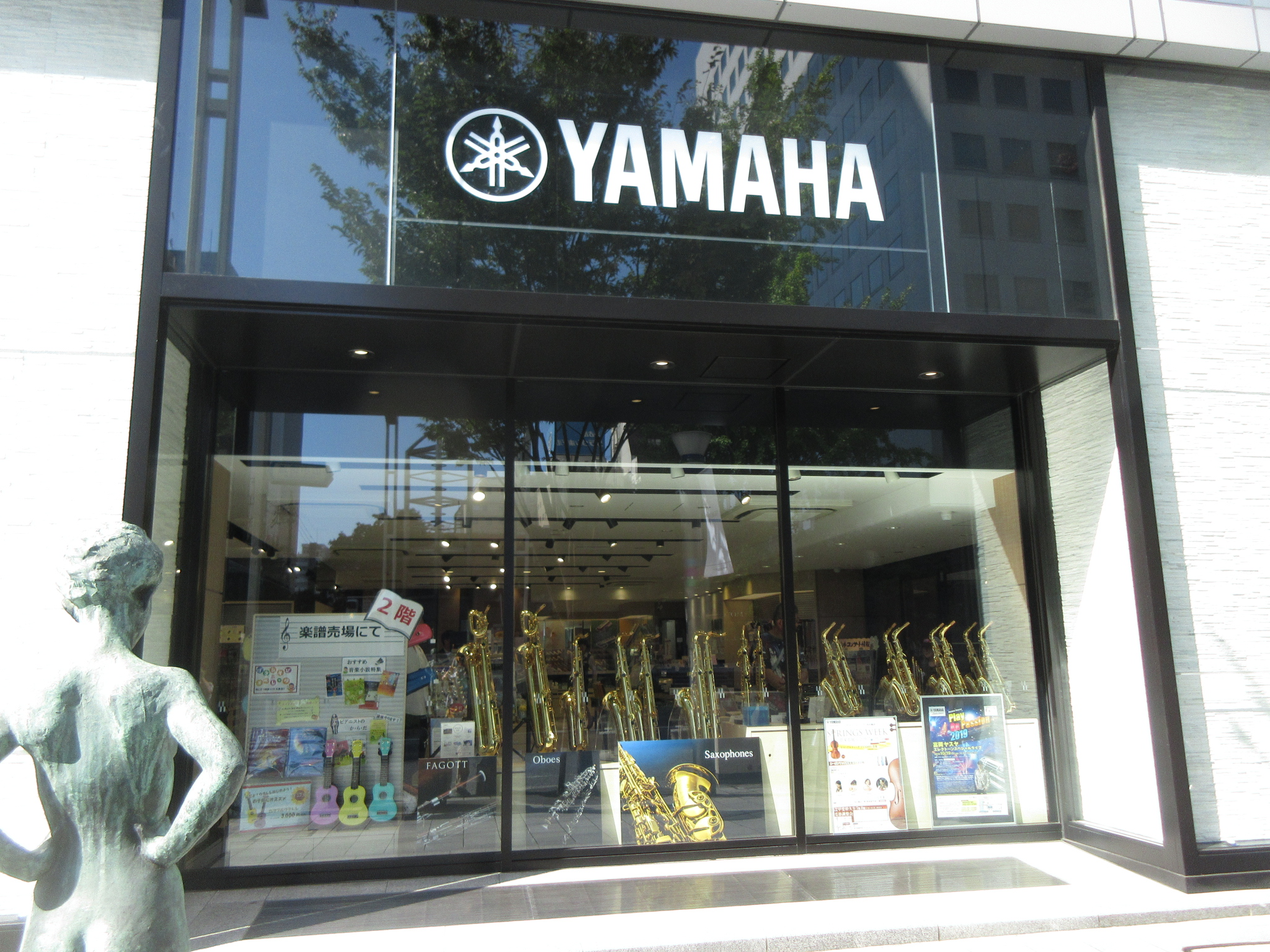
名古屋のメインストリート、広小路通（県道60号）に面したヤマハ名古屋ビル（名古屋市中区錦）。5階に教室がある。教室名は「ミュージックアベニュー伏見」。なお、同じビル内にヤマハ名古屋ホール（旧：広小路ヤマハホール）が存在する。

1954年に設立母体の日本楽器製造（ヤマハ）が、ヤマハ銀座ビル内でオルガンを対象に開講した「音楽教室」の開設が前身である（1959年に「ヤマハ音楽教室」となる）。
1960年代後半、日本楽器の韮塚敏夫がジャズ・アンサンブル・コースを設けた際には渡辺貞夫が協力した。
当財団は「ヤマハ音楽教育システム」という講座の核となるカリキュラムの策定、講師養成などを担う（ヤマハ本体は全体運営を統括する立場にある）。実際の教室運営は後述の直営音楽センター以外はヤマハグループの楽器販売子会社、あるいは各地の特約店（独立資本の楽器店）によるフランチャイズ経営となっている。
1990年代以降は、1歳児から小中学生程度を対象とした音楽レッスンの「ヤマハ音楽教室」、趣味的な演奏スキルを習得したい青年層以上を対象とする「ヤマハ大人の音楽レッスン（PMS=ポピュラーミュージックスクール）」に大別される。「ヤマハ音楽教育システム」と当財団が発行するシステム教材（楽譜）に基づいてグループレッスンを受講し、上達度に応じて次のコースにステップアップして行く形式を採っている。教室によっては独自のマンツーマンによる個人レッスンを設定している場合もある。また、高度な鍵盤演奏技術の習得を目指す音楽教室の在籍・修了生対象の「ヤマハマスタークラス」が直営センターにて開講している。
なお、講座の指導者は「ヤマハ音楽教育システム講師」と言い、一定の演奏グレード保有者でかつ講師資格試験に合格した者が当財団と業務委託契約を締結し、財団が指定した教室を担当する個人事業主（請負社員）形態となっている。
「♪ドレミファソ〜ラファミ、レ、ド〜」と生徒たちが歌う「ヤマハ音楽教室」のCM曲は、ドイツの詩人、アウグスト・ハインリヒ・ホフマン・フォン・ファラースレーベンが書いたドイツ民謡のEin Männlein steht im Walde（「小人がひとり森の中で」「小人が森に立っている」）で、ドイツの作曲家、エンゲルベルト・フンパーディンクのオペラ「ヘンゼルとグレーテル」で使用されている楽曲である。教室では「池の雨」の名でレッスン教材となっている。
マスコットキャラクターの「ぷっぷる」は、元々は2002年に「赤りんごコース」（2015年から「ドレミらんど（ぷっぷるクラス）」に改訂）のキャラクターとして発表されたものである。1980年代には、「3歳児ランド」のキャラクターとして「なぁ〜にちゃん」が存在した。
なお、ヤマハ音楽教室の幼児教育ノウハウを応用し、幼児から小学生までを対象としたグループ英会話教室として「ヤマハ英語教室」が、グループ会社のヤマハミュージックジャパンの運営のもと、各地の音楽教室の一部で開講されている。
2024年春から「ヤマハ音楽教室」「Yamaha Music Lesson」「青春ポップス」「MUSIC AVENUE」（ミュージックアベニュー）4つの音楽レッスンサービスをひとつにして「YAMAHA MUSIC SCHOOL」（ヤマハミュージックスクール）となる予定。

### 新型コロナウイルス感染症のパンデミックに伴う影響
2020年からのコロナ騒動はヤマハ音楽教室の運営にも影響を及ぼしている。講師や生徒にPCR陽性者が発生した例も報告されている。そのため、感染対策をした上でレッスンを行っているほか、ZoomやSkypeなど、ビデオ通話が可能なツールを用いてレッスンが行われている。また子供向けには、自習向けにYouTubeの公式ページにビデオが用意されている。

## ヤマハグレード
ヤマハグレードとは、ヤマハ音楽振興会が総合的な音楽の力を評価するシステムとして提唱している検定制度である。

## 音楽センター
当財団直営の音楽センターは全国の音楽教室の中でも特に重点的に置かれ、設備やコースが整っている。センター内独自の音楽発表会も行われている。
過去には多数の直営教室が存在したが、大半がヤマハ子会社のヤマハミュージックリテイリングや地元のフランチャイズ企業に移管、2021年6月現在は東京と福岡の2箇所のみがヤマハ音楽振興会直営店となっている。
- ヤマハ目黒センター（東京都目黒区・ヤマハ音楽振興会本部に併設）
- ヤマハ西新センター（福岡県福岡市早良区）

ヤマハ四ッ池センターは2006年5月に、ヤマハ仙台センターは2008年5月に、ヤマハ札幌センターは2013年4月に、ヤマハなんばセンターは2019年5月にヤマハグループが教室を承継し、現在はヤマハミュージックリテイリングが運営している。また、ヤマハ吉祥寺センターは2014年9月に宮地楽器が、ヤマハ日吉センターは2019年12月に有隣堂が教室をそれぞれ承継している。ヤマハ東山センターは2021年4月30日に閉鎖となった。

## 出版事業
音楽教室・英語教室のシステム教材の制作・発行のほか、エレクトーンの総合情報雑誌である「月刊エレクトーン」、「みんなのオルガン・ピアノの本」シリーズといった音楽教則本などを出版している。一般的な楽譜はヤマハグループのヤマハミュージックメディア（2017年にヤマハミュージックエンタテインメントホールディングスに吸収合併）が制作・発行している。

## 主催イベント
- ジュニアオリジナルコンサート
- エレクトーンコンクール
- ヤマハ・ガラ・コンサート
- ポピュラーソングコンテスト（ポプコン）
- TEENS' MUSIC FESTIVAL
- Yamaha Music Quest
- MUSIC REVOLUTION（旧:ヤマハボーカルオーディション ザ・デビュー）
- 世界歌謡祭

## 所属していたアーティスト
以下の歌手・ミュージシャンはヤマハミュージックアーティストへ転籍した。
- 中島みゆき
- 谷山浩子
- 中田ヤスタカ
- 手嶌葵
- ピース

その他アーティスト
- 小林千絵 - 1989年まで在籍。現在はアクアプロモーションに移籍し、タレント活動中
- 高木麻早 - 現在も活動中
- 石川優子
- 八神純子 - 現在もシンガーソングライターとして活動中。
- 森川美穂 - 現在もシンガーとして活動中。また大阪芸術大学の教授も務める。
- 久松史奈 - 1999年まで在籍。現在も、シンガーソングライターとして活動中。
- 東野純直 - 現在もシンガーソングライターとして活動中。また、東京昭島でラーメン店を経営。
- 大植三奈江 - 2018年現在は引退
- 野田幹子 - 現在もシンガーソングライターとして活動中。
- 黒田有紀 - 2018年現在は引退
- 宇井かおり - 現在もシンガーソングライターとして活動中。
- 0930
- チャゲ&飛鳥（CHAGE and ASKA） - 1990年にリアルキャストに移籍。
- THE ALPHA - リーダーの村上啓介はTHE ALPHA解散後、CHAGE率いるMULTI MAXに参加し、その後はライブ活動に力を注いでいる。また、矢賀部竜成 や佐藤邦治といったメンバーもスタジオミュージシャンなどで活動している（2023年現在）。
- アラジン - リーダーの高原兄は、地元富山で電設会社を経営の傍らタレントとしても活道中。
- TOM★CAT
- 雅夢 - リーダーの三浦和人がレッグミュージックに移籍し、シンガーソングライターとして活動中。
- 中村幸代 - イノベーションクリエイティブに移籍し、作曲家・演奏家として活動中。
- クリスタルキング - 低音担当のムッシュ吉崎がクリスタルキングカンパニーを設立し、ソロプロジェクトとして活動中。高音担当の田中昌之もソロで活動している。
- 円広志 - 独立後、プロダクション「オフィスとんで」を設立。シンガーソングライター・タレントとして活動中。
- チェッカーズ - 1985年にスリースタープロへ移籍。
- スガシカオ - 1995年にタワーレコードのbounce recordsより発表した『0101』は、ヤマハが原盤権を保有している。その後オフィスオーガスタと契約し、1997年にメジャーデビュー。
- 大友裕子 - 1982年に引退。

## 著作権表記

### 管理楽曲
- “© 19XX(20XX) by YAMAHA MUSIC FOUNDATION.”
  - ヤマハミュージックパブリッシングとヤマハミュージックアーティストに委譲した作品については当該記事参照。

## スポンサーについていた番組
- JNN報道特集（TBS）
- みゅーじん（テレビ東京）